# Washo
|  | Per a altres significats, vegeu «llengua washo». |

Els washo són una tribu índia que parla una llengua ameríndia aïllada, però relacionada amb el grup hoka-sioux, el nom de la qual procedia de washiu "persona". Se subdivideixen en tres tribus: hanaleti, panalu i welmti. Vivien als marges dels rius Truckee i Carson i del llac Tahoe, vora les actuals ciutats de Reno i Carson City (Nevada). Actualment viuen a una reserva vora el llac Tahoe.

## Demografia

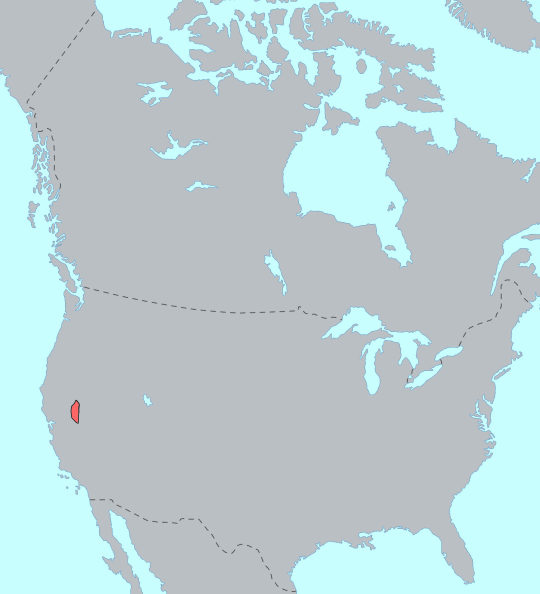
Localització dels washo

Es creu que eren uns 3.200 el 1800, però foren reduïts a 500 el 1870 per l'espoli del llac. El 1910 eren uns 200, que augmentaren a 800 el 1970 i a 1.000 el 1980 (dels quals només 100 parlaven la seva llengua). Segons dades de la BIA del 1995, a les reserves washo de Nevada hi vivien 398 a Dresslerville i 315 a Carlson Colony (563 i 445 apuntats al rol tribal) i 342 al de Woodfords de Califòrnia (484 al rol tribal). En total 1.493 individus. A la colònia Reno-Sparks hi viuen 799 (814 al rol tribal) barrejats amb xoixons i paiute. I a la de Susanville a Califòrnia hi vivien 1.091 (però 130 al rol tribal). Segons dades del cens dels Estats Units del 2000, hi havia 1.183 purs, 423 barrejats amb altres tribus, 310 barrejats amb altres races i 55 amb altres races i tribus. En total, 1.974 individus. Pel que fa als Reno-Sparks, eren 36, 15 i 14, en total, 65 individus.

## Tribus washoe
Els washo són repartits en tres tribus reconegudes federalment:
- Colònia índia Reno-Sparks
- Ranxeria índia Susanville
- Tribu Washoe de Nevada i Califòrnia[2]

Sota la Llei de Reorganització Índia de 1934, les colònies de l'àrea de la vall del Carson de Nevada i Califòrnia van obtenir el reconeixement federal com a Tribu Washoe Tribe de Nevada i Califòrnia. La colònia a Reno (Nevada), amb una població substancial de paiutes i xoixons va obtenir reconeixement federal separat com a colònia índia Reno-Sparks. Hi ha evidències d'alguns assentaments washo al sud-oest de Montana. La ranxeria Susanville inclou membres washoe,s paiute del nord, maidu del nord-est, achomawis i atsugewis.

## Costums
Culturalment eren força diferenciats de llurs veïns els xoixons, vivien en cases còniques i cupulades, i la seva economia era de subsistència, basada en la recol·lecció d'arrels i de baies. Comptaven amb una casa d'hivern, i a l'estiu emigraven a les valls de l'est per poder caçar i pescar.
La unitat social tribal radicava en la família més que no pas en un clan o d'altres divisions socials més complexes. Oferien festes de prestigi i per bones relacions, amb un esplendorós cerimonial i amb regals, semblants als potlacht dels indis del nord-oest.
També era important el xamanisme i el peiotisme en la seva vida religiosa, que per altra banda, era similar a la de les altres tribus del Planell.
La seva llengua és de caràcter incorporant, té dual, un verb ric, incorporació pronominal al verb senzilla, indicació del plural per absència i un sistema quinari decimal.

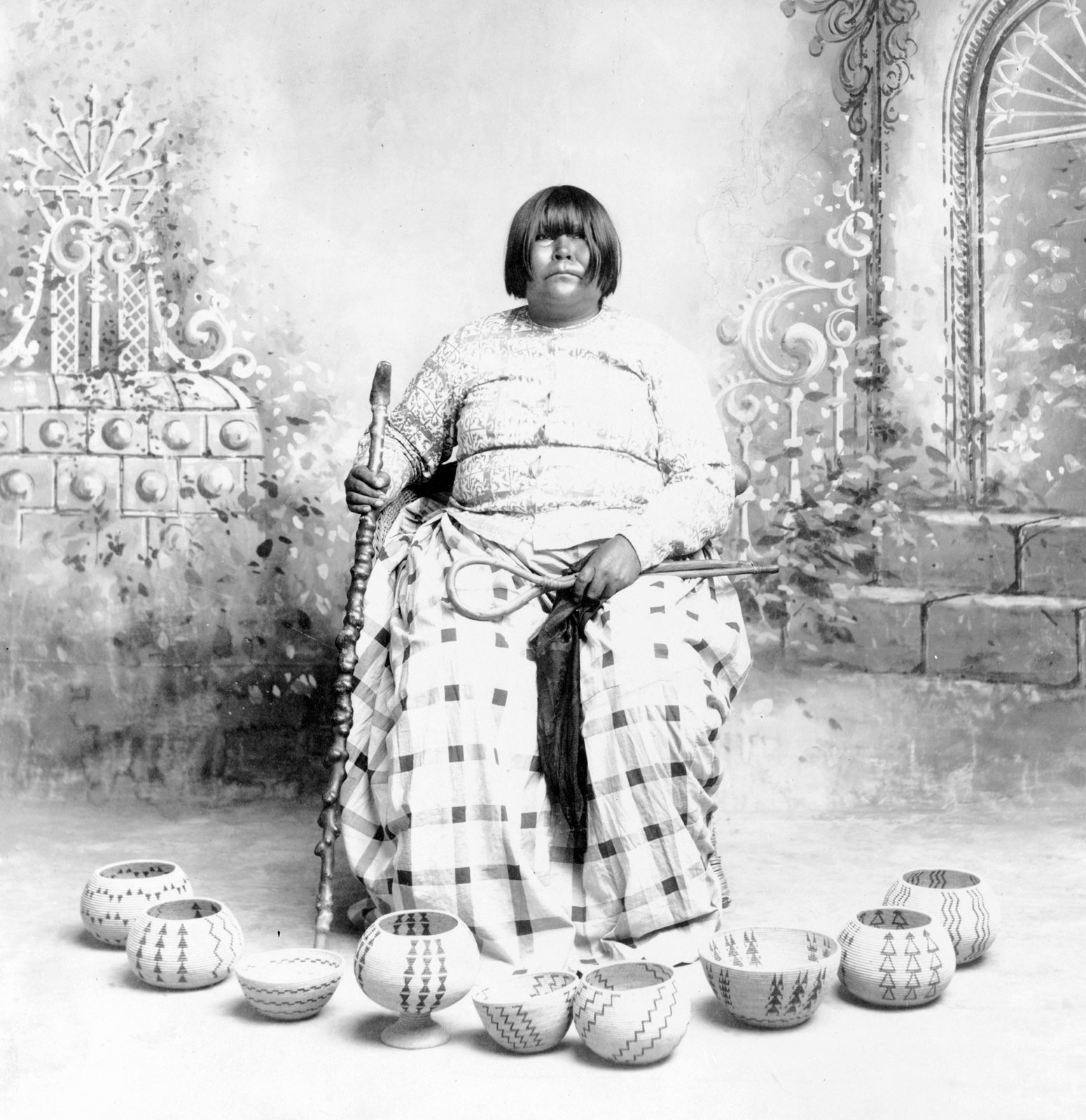
Louisa Keyser (Dat So La Lee), cistellera washo

## Història
El seu territori fou ocupat pel 700 per la gent tudinu "gent del desert", potser paiutes, i s'establiren vora el llac Tahoe, el nom del qual prové de Da-owa-ga "Els límits del llac". Eren bons cistellers, però esdevingueren vassalls dels paiute de vora Carson City, a la qual zona els prohibiren de construir cases. Endemés, el 1776 foren visitats per franciscans espanyols, qui, però, no s'establiren.
El 1825 Jedediah Smith visità el territori, com el 1844 ho van fer Frémont i Kit Karson. Però el 1849 la febre d'or va portar molts colons al territori. El 1858 es descobreix or a Comstock Lode, i els paiute venen al coronel Warren Wassen les terres dels washo. El 1860 foren dominats pels paiute del nord, que els robaren els cavalls.
El 1857 esclatà la Guerra de la Patata, quan molts foren assassinats per agricultors blancs perquè els robaven patates. Això va canviar mercè el seu cap i cistellera, Datsolali (1831-1926), qui va rebre ajut del govern nord-americà a canvi de cistelles per als museus i concessions territorials. Però el 1869 el ferrocarril travessà el seu territori, raó per la qual molts el 1871 s'uniren a la Ghostdance. El 1887 decidiren parcel·lar llurs terres.
Tot i així, el 1890 uns 50.000 acres dels seus boscos foren tallats sense permís.